# Dagoberto Currimilla
Dagoberto Alexis Currimilla Gómez (Paillaco, Chile, 26 de diciembre de 1987) es un exfutbolista chileno.

## Carrera
Dagoberto Currimilla comenzó su carrera profesional en las divisiones inferiores en Huachipato. Fue subido al primer equipo el año 2005. 
A mediados de 2011 es cedido a Santiago Morning por seis meses. Luego, llega a Unión Española, en donde en más de una ocasión usó la jineta de capitán. 
Desde 2017 milita en Deportes Valdivia.

## Selección nacional
Ha sido internacional con la Selección de fútbol de Chile en su categoría sub-20, y ha participado en el Sudamericano Sub-20 de 2007 y también participó en la Copa Mundial de Fútbol Sub-20 de 2007, jugada en Canadá, en donde Chile consiguió un meritorio tercer lugar.
Destaca en la clasificación de la selección sub-20 al mundial de Canadá junto a baluartes como Mauricio Isla, Arturo Vidal, Alexis Sánchez, Mathías Vidangossy, Nicolás Larrondo, Cristián Suárez, Cristopher Toselli, Gary Medel, Jaime Grondona, Hans Martínez y Carlos Carmona.

### Participaciones en Copas del Mundo Sub-20
| Mundial                | Sede   | Resultado    |
| ---------------------- | ------ | ------------ |
| Mundial Sub-20 de 2007 | Canadá | Tercer lugar |

### Partidos internacionales
| 1     | 27 de abril de 2006 | Estadio Municipal Nicolás Chahuán Nazar, La Calera, Chile | Chile      | 1-0 | Nueva Zelanda |   |  | Nelson Acosta | Amistoso |
| Total | Total               | Total                                                     | Presencias | 1   | Goles         | 0 |  |               |          |

| Selección chilena | Selección chilena | Selección chilena |
| Año               | Partidos          | Goles             |
| ----------------- | ----------------- | ----------------- |
| 2006              | 1                 | 0                 |
| Total             | 1                 | 0                 |

## Clubes
| Club              | País  | Año       |
| ----------------- | ----- | --------- |
| Huachipato        | Chile | 2005-2011 |
| Santiago Morning  | Chile | 2011      |
| Unión Española    | Chile | 2012-2017 |
| Deportes Valdivia | Chile | 2017-21   |

## Palmarés

### Campeonatos nacionales
| Título             | Equipo         | País  | Año    |
| ------------------ | -------------- | ----- | ------ |
| Primera División   | Unión Española | Chile | 2013-T |
| Supercopa de Chile | Unión Española | Chile | 2013   |